# Deni Fiorentini
Deni Fiorentini (ur. 5 czerwca 1984) – włoski piłkarz wodny. Srebrny medalista olimpijski z Londynu.
Zawody w 2012 były jego pierwszymi igrzyskami olimpijskimi. Włosi w finale przegrali z Chorwatami.
Od 2006 roku reprezentuje Włochy.